# リンダーホーフ城
座標: 北緯47度34分18秒 東経10度57分38秒 / 北緯47.57167度 東経10.96056度

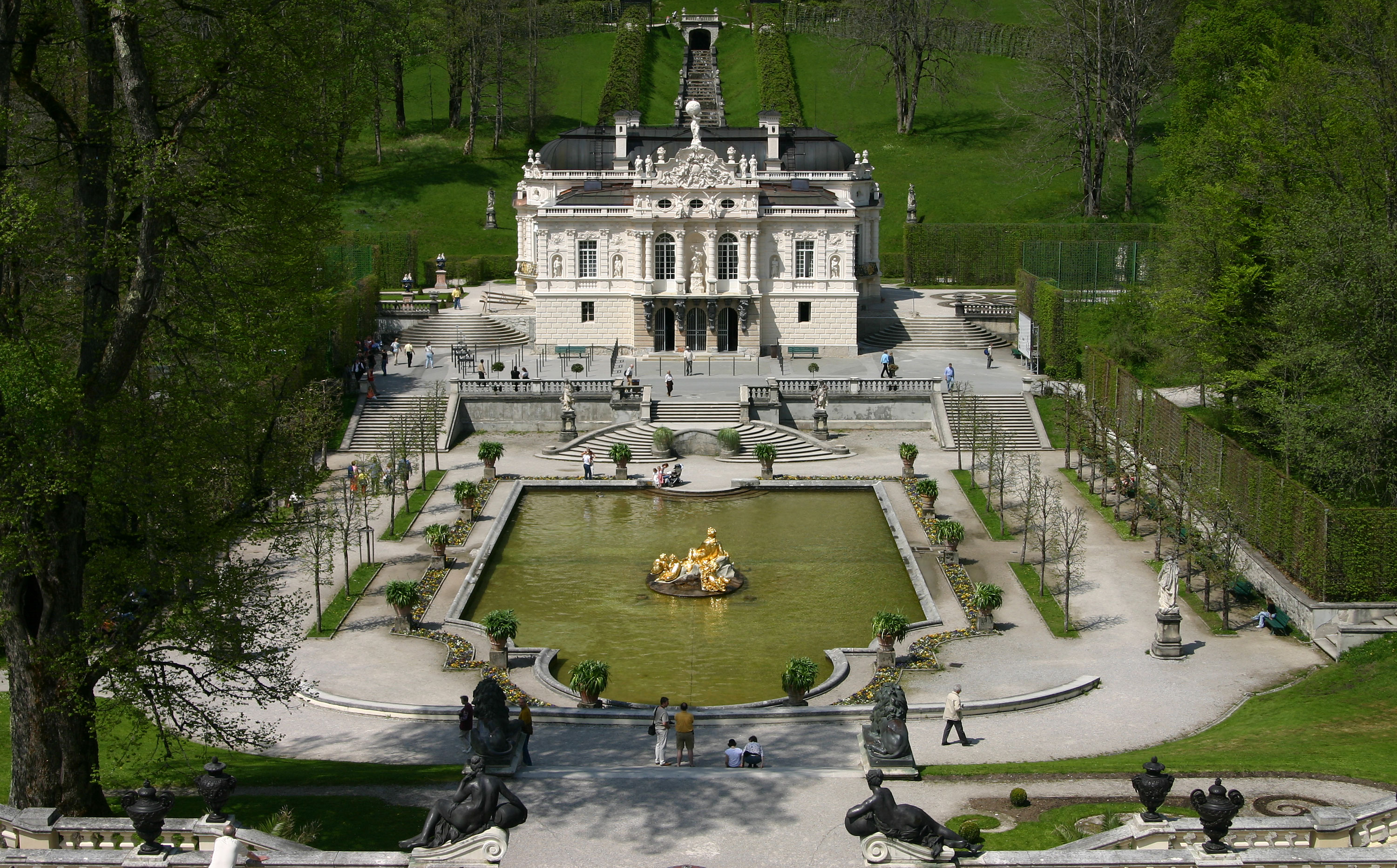
リンダーホーフ城

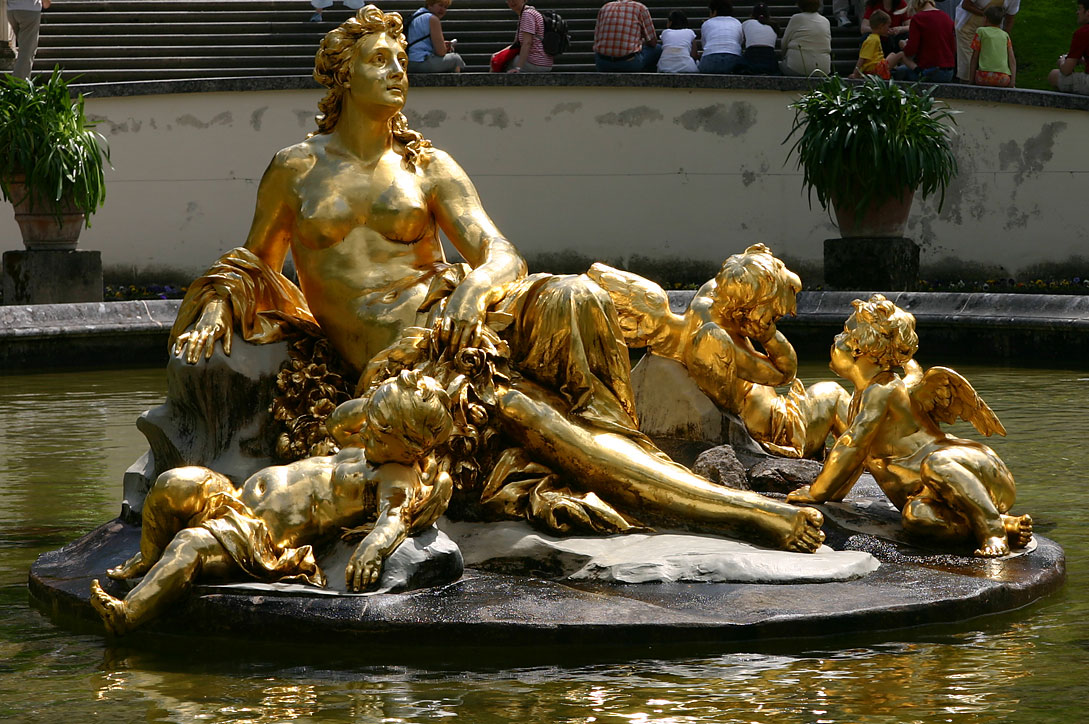
女神像の噴水

リンダーホーフ城（独：Schloss Linderhof）は、ドイツ、バイエルン州南西のオーバーアマガウ近くに位置する城である。リンダーホーフ宮殿ともよばれる。
リンダーホーフ城は、バイエルン王ルートヴィヒ2世が建設した3つの城のうち、唯一完成した城である。1874年に建築が開始され、1878年に完成した。完成後、彼は長い期間そこで過ごした。割合で言えば、一か月のうち2週間過ごしていた計算になる。建物内部はロココ様式の豪華な装飾があり、庭園内には金色の女神像の噴水がある。リンダーホーフ城は、ヴェルサイユ宮殿内の大トリアノン宮殿を手本にして建てられたルネサンス様式の建造物である。しかしヘレンキームゼー城と違って、これは既存の建物を模倣して建設されたわけでなく、バロック様式を加味するなどの装飾が加えられたルートヴィヒ2世の「作品」である。
城館内にはルイ14世、ルイ15世、ポンパドゥール夫人やマリー・アントワネットの像が置かれ、ルートヴィヒ2世はこれらの人物が生きているかのように挨拶をしたり語りかけたりしたという。さらにはこうした王の夢想の妨げにならないよう、人が出入りすることなく食事の用意ができるようにテーブルをせり上げる装置も作られていた。
リンダーホーフ城の近くにはバロック様式のエッタール修道院がある。